# Frontodendroidopsis ocularis
Frontodendroidopsis ocularis es una especie de coleóptero de la familia Pyrochroidae.

## Distribución geográfica
Habita en Japón.